# Bontang Football Club
Maillots
Le Bontang FC est un club indonésien de football basé à Bontang, dans la province de Kalimantan oriental sur l'île de Bornéo.

## Histoire du club

### Dates clés
- 1988 : fondation du club sous le nom de PS Pupuk Kaltim Galatama (Persatuan Sepakbola Pupuk Kaltim Galatama).
- Le club est renommé PKT Bontang (Pupuk Kalimantan Timur Bontang) puis le club est renommé Bontang FC.
- 2012 : le club est repris par Mula Hesdaman

### Historique
Son surnom, Colline Troupes Tursina, est dû au fait que l'équipe s’entraîne souvent sur les collines de Tursina, à l'est de l'Indonésie.

## Palmarès
- Championnat d'Indonésie :
  - Vice-champion (1) : 2000.
  - Vice-champion (2) : 2009